# Aerodrómio
Aerodrómio (Aerodromio Koutsopodiou) är en ort i Grekland.   Den ligger i prefekturen Nomós Argolídos och regionen Peloponnesos, i den södra delen av landet, 100 km väster om huvudstaden Aten. Aerodrómio ligger 100 meter över havet och antalet invånare är 111.
Terrängen runt Aerodrómio är kuperad åt nordväst, men åt sydost är den platt. Terrängen runt Aerodrómio sluttar österut. Runt Aerodrómio är det ganska tätbefolkat, med 160 invånare per kvadratkilometer. Närmaste större samhälle är Argos, 3,7 km sydost om Aerodrómio. 